# Pleurothallis excavata
Pleurothallis excavata är en orkidéart som beskrevs av Rudolf Schlechter. Pleurothallis excavata ingår i släktet Pleurothallis och familjen orkidéer. Inga underarter finns listade i Catalogue of Life.